# Mythes fondateurs de la Catalogne
 (décembre 2022).
Si vous disposez d'ouvrages ou d'articles de référence ou si vous connaissez des sites web de qualité traitant du thème abordé ici, merci de compléter l'article en donnant les références utiles à sa vérifiabilité et en les liant à la section « Notes et références ».

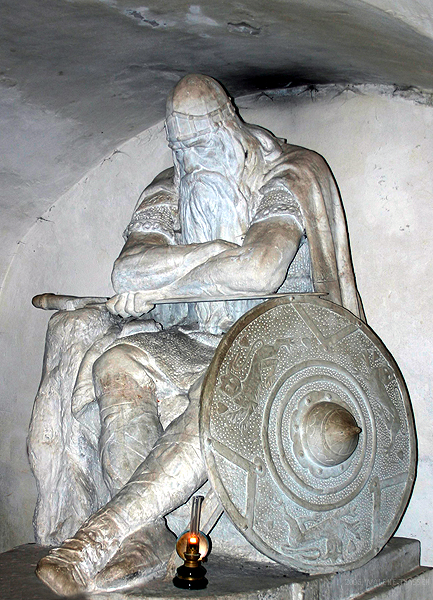
Le nationalisme catalan assimile la figure d'un père fondateur tel quOtger Cataló au personnage d'Ogier le Danois dans l'armée de Charlemagne. Otger Cataló figure dans le récit des neuf barons de la Marche hispanique de l'Empire carolingien.

Les légendes fondatrices de la Catalogne tendent à suggérer une origine du nom "Catalogne", différente de celle des castra (cathalani).  Elles sont reconsidérées lors du XIXe siècle dans le contexte des nationalismes en Europe. Contrées par le pouvoir issu de la capitale madrilène, elles deviennent identitaires pour les Catalans. Leur rapport à l'Histoire s'insère ainsi dans une démarche historiographique liée au récit national des Catalans.

## Fondation nationale
Ces légendes sont travaillées au moment où le nationalisme agite l'Europe du XIXe et amène les populations à faire un retour sur leur histoire.

### Contexte
Il existe une hypothèse concernant l'étymologie et la fondation de la Catalogne, plutôt répandue et acceptée dans la population locale, en particulier dans les factions nationalistes et intéressées par des versions alternatives à l'histoire officielle.
Cette version du récit national passe pour des faits de l'Histoire de la Catalogne pour les personnes entrant dans ce credo.
Le lien historique faisant corps entre les peuples de la péninsule Ibérique est brisé par ce corpus de légendes construites rétrospectivement, ce qui amène à une légitimation de la nation catalane et de son identité.
Les étapes de l'Histoire moderne ont cependant lié le sort de la Catalogne à l'Espagne, bien plus qu'à la France.
Alors qu'en France des révoltes populaires et nombreuses liées à la révolution industrielle sont réprimées par le pouvoir en place, à Barcelone les charges à cheval de la Guardia Civil se surajoutent au contexte et amènent un rejet des Castillans.
Le XXe siècle et la prohibition de la langue sous le Franquisme amplifieront le phénomène.

### Révisions
La légende est admise par une partie importante de la population locale, mais a cependant été critiquée ou perçue comme un mythe par d'autres factions, principalement par les factions proches d'idéologies centralisatrices.  Cette légende fut considérée par les franquistes comme un élément folklorique nationaliste et hostile à la doctrine franquiste. Elle fut attaquée sur les bases de sa véracité par association sur les bases des soupçons de modification historique qui étaient entretenus à l'égard de certaines autres familles nobles ou nanties d'Espagne. 
Le révisionnisme  en Histoire porte sur un abandon des traces carolingiennes qui édifièrent la zone de la Marche en la taillant contre les Maures d'al-Andalus, puisque la non-assistance d'un héritier du trône d'Occident fut perçue deux cents ans plus tard comme une trahison, au moment où Barcelone était mise à sac par al Mansur en l'an mil et ses habitants réduits.
Il s'agit d'un adage populaire de résistance à l'occupation sarrasine des terres des Catalans, que neuf comtes ou barons auraient libérées du joug ennemi (ces Barons seraient issus des maisons de Moncade, Pinos, Mataplana, Cervelló, Cervera, Alemany, Erill, Ribelles et Anglesola). On trouve un même récit contemporain dans les chroniques mozarabes dans les vallées des Asturies.
Plusieurs indices permettent d'identifier ces récits comme une légende introduite a posteriori :
- le rejet de l'héritage lié à l'empire carolingien, après que Hugues Capet eut rompu le lien de vassalité l'obligeant à porter assistance à Borrell II (lire Naissance de la Catalogne indépendante). 
  - Charlemagne avait pourtant traité diplomatiquement en 778 avec le wali dissident Sulayman ben Yaqzan ibn al-Arabi gouvernant Barcelone auparavant pour le compte de l'émirat de Cordoue ; le futur Empereur Louis revint guerroyer en 801 pour tailler la marche hispanique.
  - la remémoration de ses « neuf preux » sous une autre forme.
- l'absence de code de l'ordre chevaleresque au moment de la légende, alors que c'est l'écrivain catalan, considéré comme un Cervantès dans l'autonomie, Ramon Lull qui en décrit les formes au XIIIe dans son llibre de la cavalleria.
- l'absence de code de l'héraldique concernant l'Empereur Louis trempant ses doigts sur le sang versé de Guifré, dernier marquis de Gothie, pour les passer à la verticale sur son écu jaune. Les faits se passent au VIIIe siècle, alors que les blasons apparaissent au Xe siècle.

## Récit national
La légende fait allusion à un prince allemand Otger Golant pour les tribus germaniques (Otger Cataló pour les Catalans) qui aurait été le seul survivant d'une vive attaque des Maures vers 756. Il se réfugia dans les hauteurs (Pyrénées), ayant comme seule compagnie son chien et comme principal aliment le lait d'une brebis. Les armoiries d'Otger Cataló présentent un chien sur fond bleu avec un collet en or pour représenter la fidélité de l'animal. Après avoir longuement affilé ses armes, il convainquit les Catalans de combattre l'envahisseur musulman. Neuf chefs d'armes jurèrent devant la Vierge Noire de Montgrony de rendre la foi chrétienne à cette terre. Après la victoire sur les Maures, la légende propose qu'aient émergé dans la gloire ces neuf chevaliers, appelés les neuf (9) Chevaliers de la (Mère) Terre (également connus sous le nom des Neuf Barons de la Renommée) : Cervelló, Erill, Ribelles, Montcada, Cervera, Pinós, Anglesola, Alemany et Mataplana.  Avec Otger Cataló, le compte était alors de dix (10) chevaliers.  
Ces deux chiffres semblent avoir été repris à maintes reprises par des personnages historiques apparemment liés. Tout d'abord, il y eut la séparation de la Catalogne en neuf comtés et neuf communautés religieuses voient également le jour. Par la suite, ces chiffres reviennent dans divers écrits kabbalistiques et ésotériques dont les plus récents dateraient du XXe siècle. Des allusions aux Maures chassés, à la terre catalane (ou à sa géographie) côtoient ces deux chiffres dans plusieurs écrits. Parfois, les neuf chevaliers sont représentés en cercle autour du dixième chevalier ou sous d'autres formes en conformité avec les représentations kabbalistiques. De tels symboles sont présents dans bon nombre de récits, incluant ceux des Templiers et Mérovingiens ainsi que dans plusieurs écrits de Charlemagne (la proclamation des neuf comtés), Napoléon Bonaparte, Christophe Colomb, Cervantès et d'autres. Pour des motifs de probité scientifique requis par une encyclopédie ces détails seront mentionnés à titre indicatif, mais ne seront pas approfondis.  
Une explication proposée pour tout le mysticisme et le caractère voilé tantôt vrai, tantôt légendaire de la légende constitutive d'Otger Cataló est qu'elle était souvent contraire aux pouvoirs en place. Le nationalisme catalan semble toujours avoir été fort dérangeant. Encore aujourd'hui il alimente beaucoup de débats. De plus, les pratiques ancestrales des célébrations du solstice d'été y perdurent depuis des siècles avant notre ère. Avec l'arrivée du christianisme, ces célébrations adoptèrent une vue plus chrétienne. Les rites de sauts sur le feu par de jeunes tourtereaux furent convertis en mariages chrétiens et la fête fut appelée "Fête de Saint-Jean Baptiste". À tous les égards, la vénération du Baptiste et des Vierges Noires ainsi que la forte population descendant d'immigrés juifs en Catalogne et certains arrangements qui leur étaient concédés ont toujours fait sourciller les instances religieuses.
Otger Cataló aurait eu une lignée dont les membres vivants porteraient les noms de famille : Catalan (en Allemagne et en Espagne), Cataló (en Espagne et au Portugal) et Cathala (en France).

## Blason de Catalogne

d'Or plain, écu attribué à Guifré avant la bataille.

Louis le Bègue, qui, en 878, vient de donner à Wifred, dit le Velu les comtés d'Urgell et de Cerdagne, lui demande de lui prêter main-forte contre les Vikings.
Selon la légende, dans la bataille, Guifred est atteint par une flèche. Le soir, l'empereur des Francs, Charles le Chauve, se serait rendu dans la tente du comte catalan, allongé sur sa couche près de laquelle se trouve son bouclier, un champ d'or vierge de tout décor. Il aurait trempé quatre doigts dans la blessure ouverte de Guifred et tracé, d'un geste, les quatre barres rouges donnant ainsi à la Catalogne, ses armoiries d’or à quatre pals de gueules. 
Cette légende n'a cependant aucun fondement réel : Guifred est mort le 11 janvier 897 au combat contre les musulmans (au siège de Lérida) et non contre les Vikings ou un Franc, et Charles le Chauve est décédé 20 années avant lui ; l'héraldique a fait son apparition plus de deux siècles après sa mort.